# 南诏德化碑
南诏德化碑位于云南省大理市太和街道太和村西南部，太和城遗址内，为大历元年（766年）南诏王阁逻凤所立。碑高3.94米（不含入土部分），上宽2.28米，下宽2.4米，上端厚0.6米，下端厚0.63米，呈长方体，顶部有榫孔。碑阳正文40行，计3800余字，为唐御史杜光庭书写。因风化严重，文字大部已剥蚀，现存留仅有100余字。
碑文主要颂扬了南诏初期阁罗凤的丰功伟绩，特别是南诏统一洱海地区的过程，叙述南诏初期历史及其与唐朝、吐蕃的关系，并涉及天宝战争的起因和经过。为研究南诏史的重要文献资料。与唐樊绰《蛮书》，并称为记载南诏社会的两大信史。

## 保护情况
1917年，李根源将倒地的碑身立起，并夯筑土墙石板顶小屋加以保护。1956年，大理县文化馆另建两开间木构瓦顶房屋。1961年3月4日，中华人民共和国国务院将“太和城遗址（包括南诏德化碑）”公布为第一批全国重点文物保护单位。1961年，县文化馆刻释文碑并陈列。1981年修缮围墙。1984年，重建内为钢混结构，外为石砌体的重檐仿唐式碑亭及水池、大门等。1988年，修整路面、场地等。1995年，修建了与国道之间的通道及修停车场，并修砌围墙等。